# 寇察错
寇察错，即寇察，是中国青海省称多县北部一座湖泊，地处巴颜喀拉山中段，长江、黄河两大流域的结合部。湖面海拔4530米，湖泊面积17.5平方千米。湖盆外围北部地势较平坦，余为山地环绕。滨湖分布着多个残留小湖。湖水季节性外泄入多曲，汇入鄂陵湖。